# Liste der Monuments historiques in Plougonvelin
Die Liste der Monuments historiques in Plougonvelin führt die Monuments historiques in der französischen Gemeinde Plougonvelin auf.

## Liste der Bauwerke
| Bezeichnung                                            | Beschreibung | Standort                    | Kennzeichnung | Schutzstatus   | Datum     | Bild           |
| ------------------------------------------------------ | ------------ | --------------------------- | ------------- | -------------- | --------- | -------------- |
| Ruine der ehemaligen Abtei Saint-Mathieu de Fine-Terre |              | (Lage)                      | PA00090242    | Classé         | 1875      | weitere Bilder |
| Mémorial des marins morts pour la France               |              | Pointe Saint-Mathieu (Lage) | PA29000095    | Inscrit        | 2015      | weitere Bilder |
| Phare de Saint-Mathieu                                 |              | (Lage)                      | PA29000050    | Inscrit Classé | 2005 2011 | weitere Bilder |

## Liste der Objekte
- Monuments historiques (Objekte) in Plougonvelin in der Base Palissy des französischen Kultusministerium